# Gökalp Solak
Gökalp Solak (* 16. November 1994 in Ankara) ist ein türkischer Eishockeyspieler, der seit 2022 bei Buz Beykoz SK in der türkischen Superliga spielt. 

## Karriere
Gökalp Solak begann seine Karriere als Eishockeyspieler beim Başkent Yıldızları SK in seiner Heimatstadt Ankara, für den er in der Saison 2009/10 sein Debüt in der türkischen Superliga gab. 2010 wechselte er zum Lokalkonkurrenten Ankara Üniversitesi SK, den er aber bereits nach einem wieder verließ, um zu seinem Heimatverein zurückzukehren. Mit Başkent gewann er 2012 und 2013 den türkischen Titel. Anschließend wechselte er zum Team der Koç Üniversitesi nach Istanbul, für das er zunächst in der zweiten türkischen Liga auf dem Eis stand, bevor er mit der Mannschaft in die Superliga aufstieg. Nach einer einjährigen Rückkehr zum Başkent Yıldızları SK spielte er von 2017 bis 2019 beim Gümüş Patenler SK. 2019 wechselte er zum Buz Beykoz SK, mit dem er 2020 türkischer Meister wurde und für den er (unterbrochen von einem erneuten Jahr beim Gümüş Patenler SK) seither spielt.

### International
Für die Türkei nahm Solak im Juniorenbereich in der Division III an den U18-Weltmeisterschaften 2010, als er der beste Vorlagengeber des Turniers war, und 2011, als er zum besten Spieler seiner Mannschaft gewählt wurde, sowie den U20-Weltmeisterschaften 2010, 2011, 2012, 2013, als er nach dem Bulgaren Iwan Chodulow und dem Chinesen Xia Tianxiang drittbester Torschütze des Turniers war und folgerichtig erneut zum besten Spieler des Teams vom Bosporus gekürt wurde, und 2014 teil. 
Mit der Herren-Nationalmannschaft spielte der Stürmer bei den Weltmeisterschaften der Division II 2013, 2014 und 2024 sowie bei den Weltmeisterschaften der Division III 2012, 2015, 2016, 2018 und 2022. Zudem vertrat er seine Farben bei den Qualifikationsturnieren zu den Winterspielen in Peking 2022 und in Mailand 2026.

## Erfolge und Auszeichnungen
- 2010 Bester Torvorbereiter bei der U18-Weltmeisterschaft der Division III, Gruppe A
- 2012 Aufstieg in die Division II, Gruppe B, bei der Weltmeisterschaft der Division III
- 2012 Türkischer Meister mit dem Başkent Yıldızları SK
- 2013 Türkischer Meister mit dem Başkent Yıldızları SK
- 2016 Aufstieg in die Division II, Gruppe B, bei der Weltmeisterschaft der Division III
- 2020 Türkischer Meister mit dem Buz Beykoz SK
- 2022 Aufstieg in die Division II, Gruppe B, bei der Weltmeisterschaft der Division III, Gruppe A